# Pic Eccles
Il Pic Eccles (4.041 m s.l.m.) è una montagna collocata nel versante italiano del Monte Bianco.

## Descrizione

### Toponimo
La montagna prende il nome dall'alpinista e geologo inglese James Eccles.

### Conformazione
Il Pic Eccles è collocato alla sommità della Cresta dell'Innominata che separa il Ghiacciaio del Brouillard ad ovest dal Ghiacciaio del Freney ad est e che passa dall'Aiguille Croux e dalla Punta Innominata. Il Colle Eccles lo separa dal Monte Bianco di Courmayeur.
Il monte non fa parte della lista principale delle vette alpine superiori a 4000 metri essendo la differenza di altezza con il Colle Eccles di soli 20 metri. Resta così nella lista secondaria.
Il bivacco Giuseppe Lampugnani è costruito sulla spalla sud-ovest del Pic Eccles a quota 3.860 m.